# Елизабет-Лудовика Баварска
Елизабет-Лудовика Баварска (13 ноември 1801 – 14 декември 1873) е баварска принцеса и кралица на Прусия – съпруга на пруския крал Фридрих Вилхелм IV.

## Биография

### Произход
Родена е на 13 ноември 1801 г. в Мюнхен, Курфюрство Бавария. Дъщеря е на баварския крал Максимилиан I Йозеф и втората му съпруга Каролина от Баден. Елизабет-Лудовика има една сестра близначка – Амалия Баварска, която по-късно става кралица на Саксония. Елизабет-Лудовика е леля на австро-унгарския император Франц Йосиф, на съпругата му Елизабет и на брат му – мексиканския император Максимилиан I.

### Брак с кронпринца Фридрих Вилхелм
На 29 ноември 1823 г. Елизабет-Лудовика се омъжва за кронпринца на Прусия Фридрих Вилхелм, който по-късно става крал под името Фридрих Вилхелм IV. Двамата споделят общи интереси, особено в областта на изкуството. Принцесата обаче отказва да приеме протестантството като условие за сключването на брака им и заявява, че би го сторила само след като сама се убеди в достойнствата на реформираната религия, за което ще са ѝ необходими години за изучаването ѝ. Кронпринцесата приема лутеранството седем години след сватбата си – на 5 май 1830 г.

### Кралица на Прусия
Възцаряването на съпруга ѝ през 1840 г. открива пътя на Елизабет-Лудовика към реално упражняване на влияние върху пруската политика. В това отношение Елизабет-Лудовика полага усилия да насърчи сближаването между Прусия и Австрийската империя.
За Фридрих Вилхелм IV Елизабет-Лудовика е съпруга за пример, а по време на дългото му боледуване тя е и негова всеотдайна болногледачка. Кралицата първоначално е враждебно настроена срещу съпругата на племенника ѝ – британската принцеса Виктория, отношението ѝ към която се променя в положителна посока, след като принцеса роял поема грижите да облекчава самотата на овдовялата кралица. Елизабет-Лудовика никога не забравя добрината на принцеса роял и нарушава традицията, като ѝ завещава бижутата си (традицията е повелявала те да бъдат наследени от властващата кралица, която по това време е снаха ѝ Августа Сакс-Ваймарска).
След смъртта на крал Фридрих Вилхелм IV на 2 януари 1861 г., Елизабет-Лудовика прекарва остатъка от дните си в резиденциите Сансуси, Шарлотенбург и Щолценфелс, отдавайки се на благотворителност в памет на съпруга си. По това време император Вилхелм I се отнася с голяма почит към вдовицата на брат си, с която го свързва искрено приятелство.

### Смърт
Елизабет-Лудовика умира през 1873 в Дрезден, където гостува на сестра си – саксонската кралица Амалия Августа.